# Brugg
Brugg (brʊk) kisváros Svájcban, Aargau kantonban, a Brugg kerület fővárosa. A Jura déli lábánál, egy árkos várnál, az Aare, Reuss és Limmat találkozásánál fekszik. Légvonalban 16 kilométerre van Aarautól, 27 kilométerre Zürichtől és 45 kilométerre Bázeltől.

## Neve
A helynév jelentése svájci német nyelven „híd”, amely a középkori Aare átkelőjére utal a Zürichből Bázelbe vezető úton.

## Története
Az 1901 óta Brugghoz tartozó Altenburg falu volt a Habsburg grófok legrégebbi igazolható hatalmi székhelye, és amíg a Habsburg hatalmi központ Ausztriába nem költözött, Brugg volt a Habsburg szívvidék városi központja. A Habsburg Aargau konföderáció általi 1415-ös meghódítása óta Brugg egészen 1798-ig berni alattvaló város volt. 1798 óta az újonnan alakult helvét Aargau kantonhoz tartozik.

## Jelentősége
Brugg ma Svájc északnyugati részének regionális központja, és a szomszédos Windisch várossal együtt a kanton fejlesztési központja. A városban kiterjedt ipari és kereskedelmi területek találhatók, itt van a Svájci Gazdaszövetség központja, az Északnyugat-Svájc Alkalmazott Tudományok Egyetemének telephelye és a svájci hadsereg mérnökcsapatainak fegyverbázisa.

## Képek

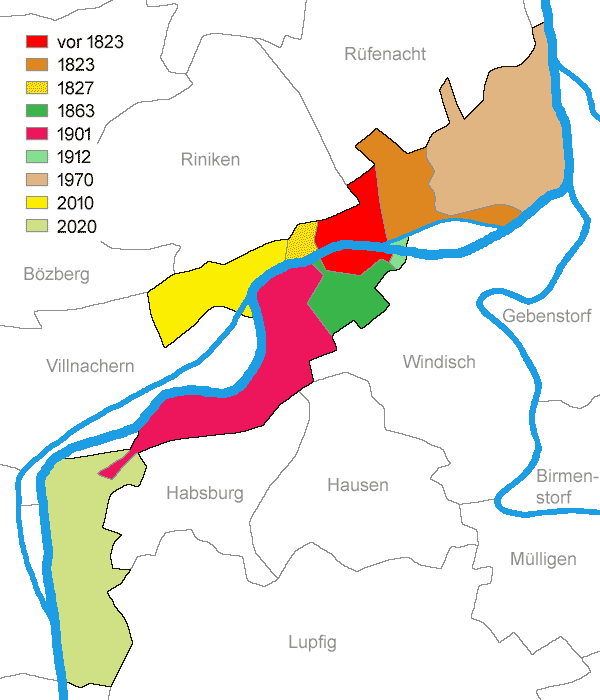
Brugg területi felosztása
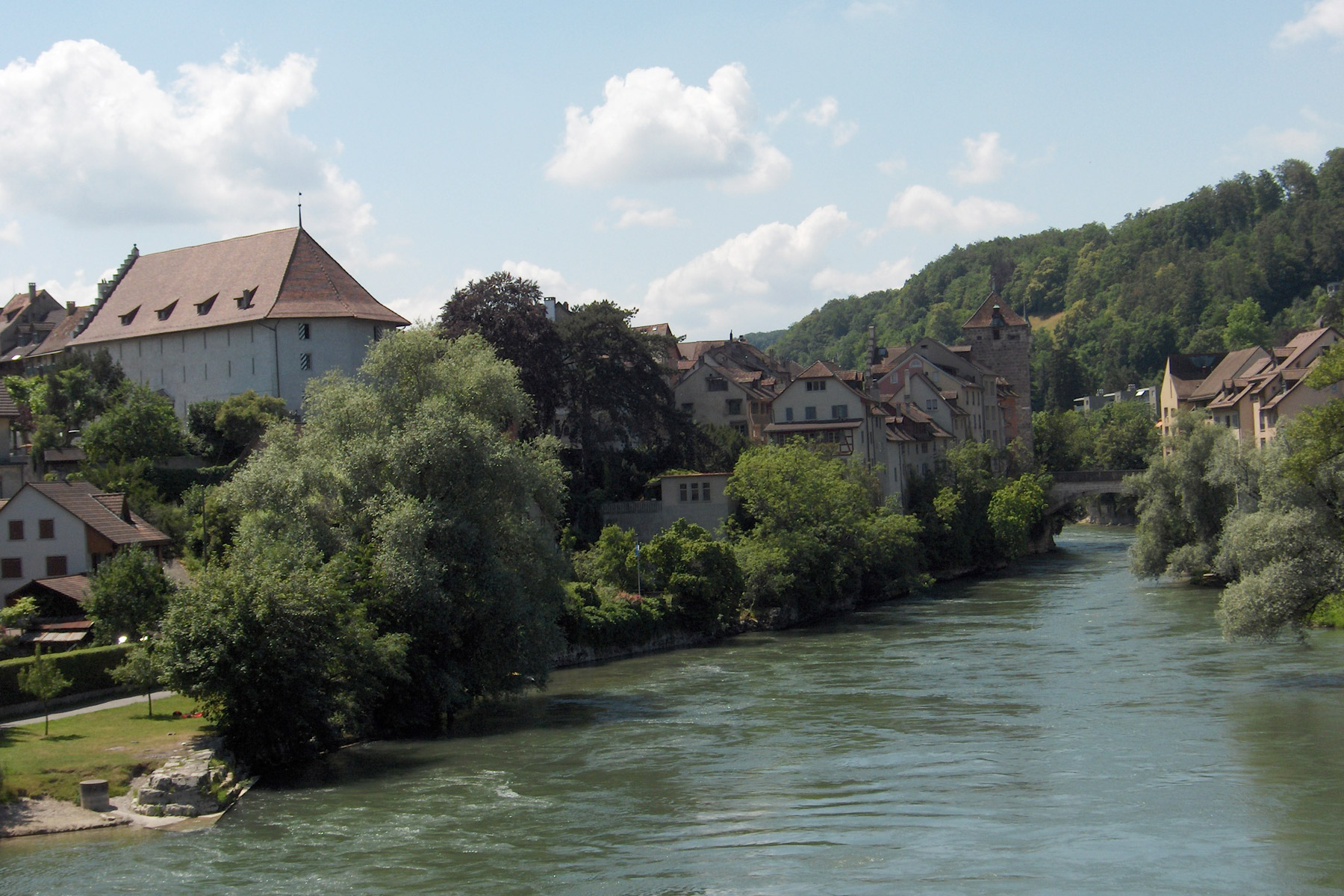
Az Óváros
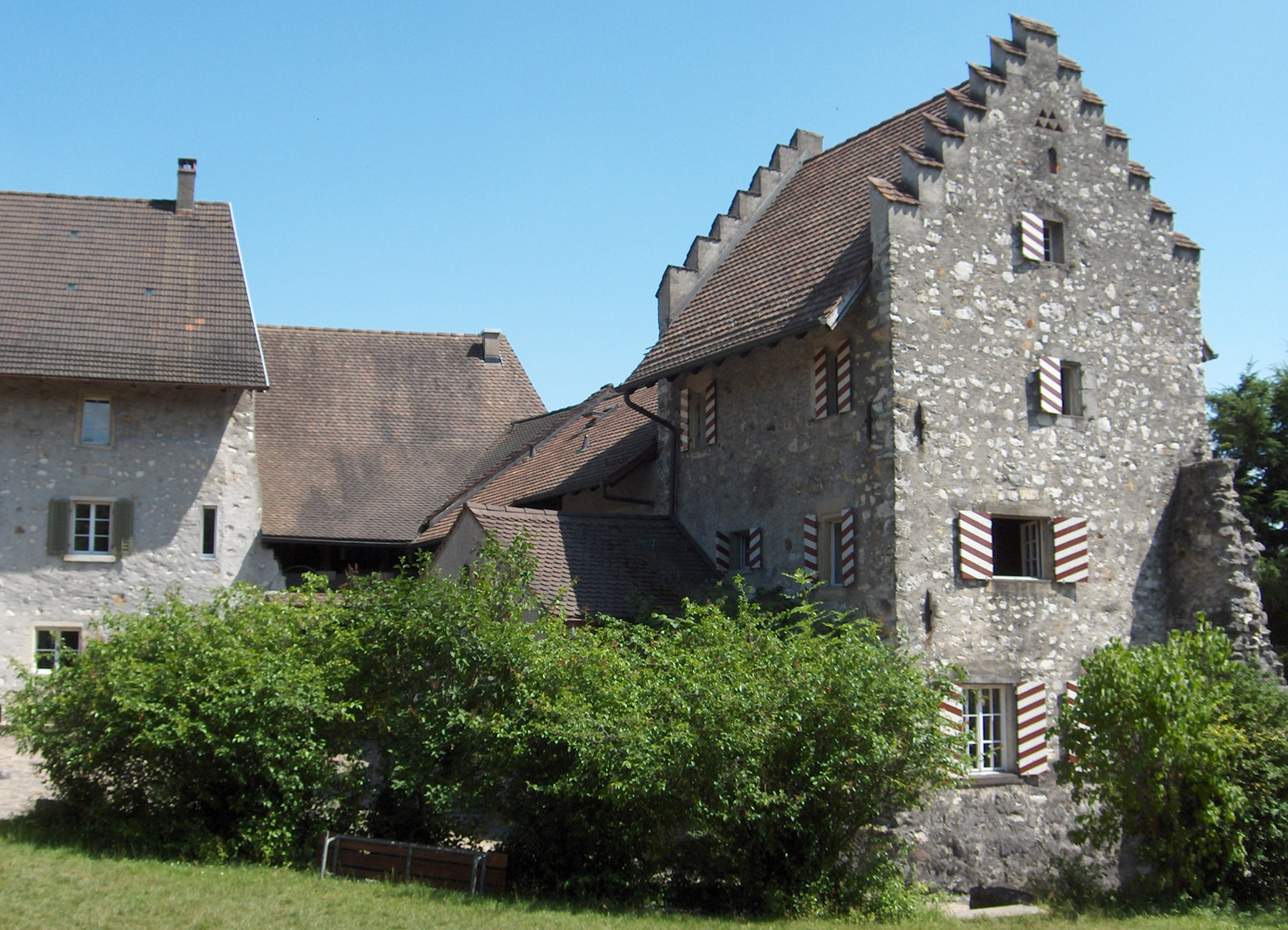
Kastély az Óvárosban
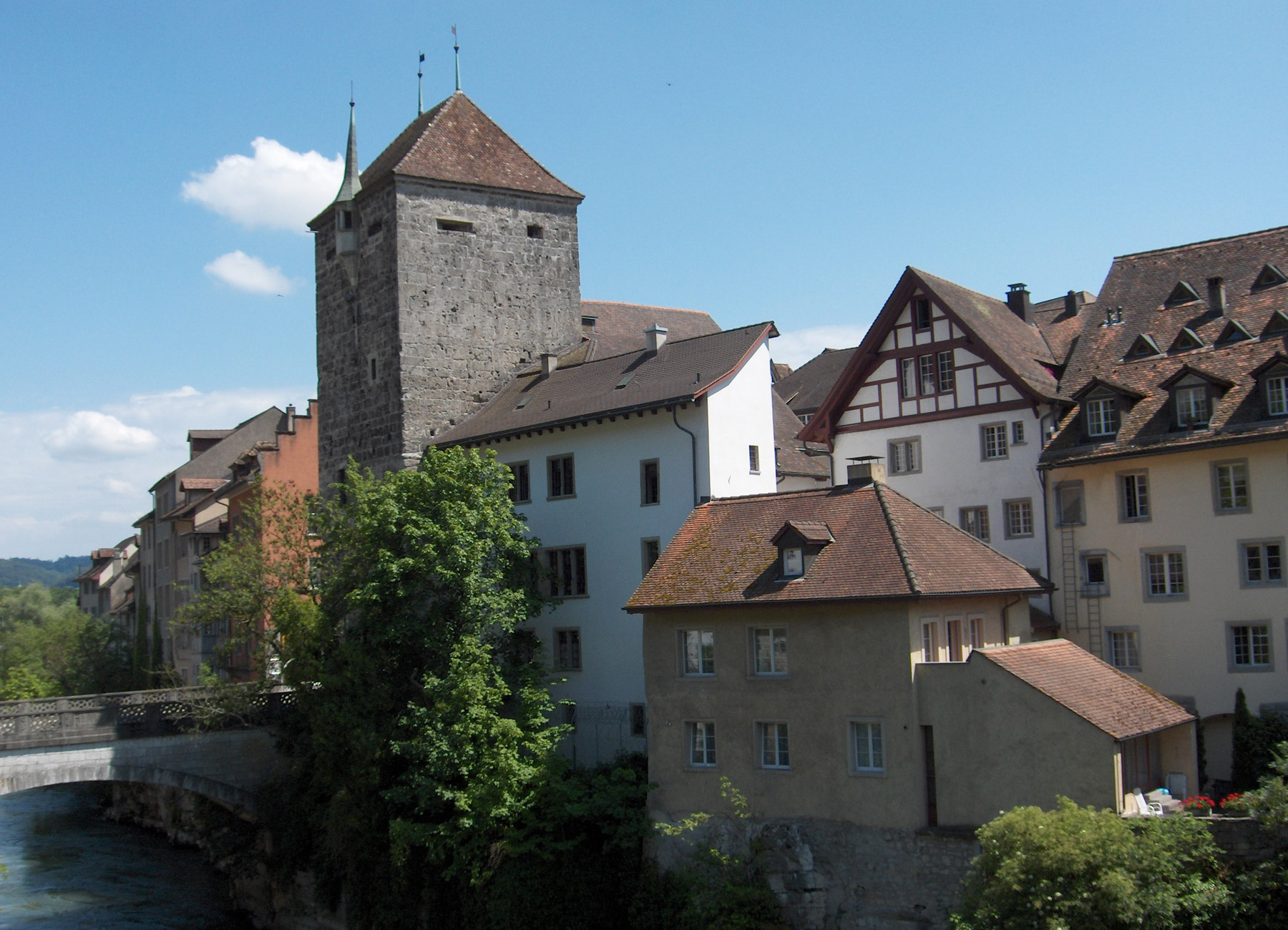
A Fekete bástya
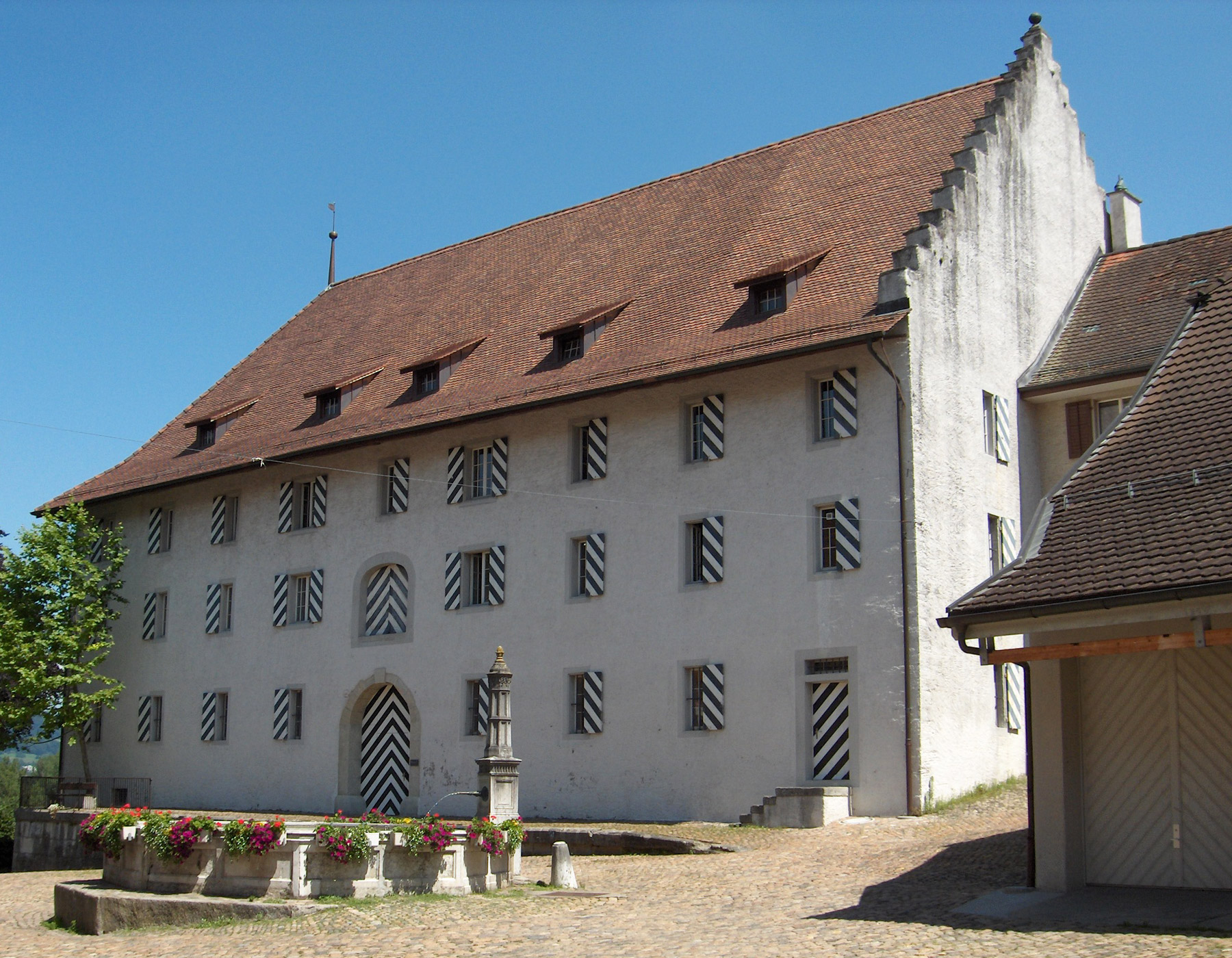
A Sóház és a Hofstatt-szökőkút
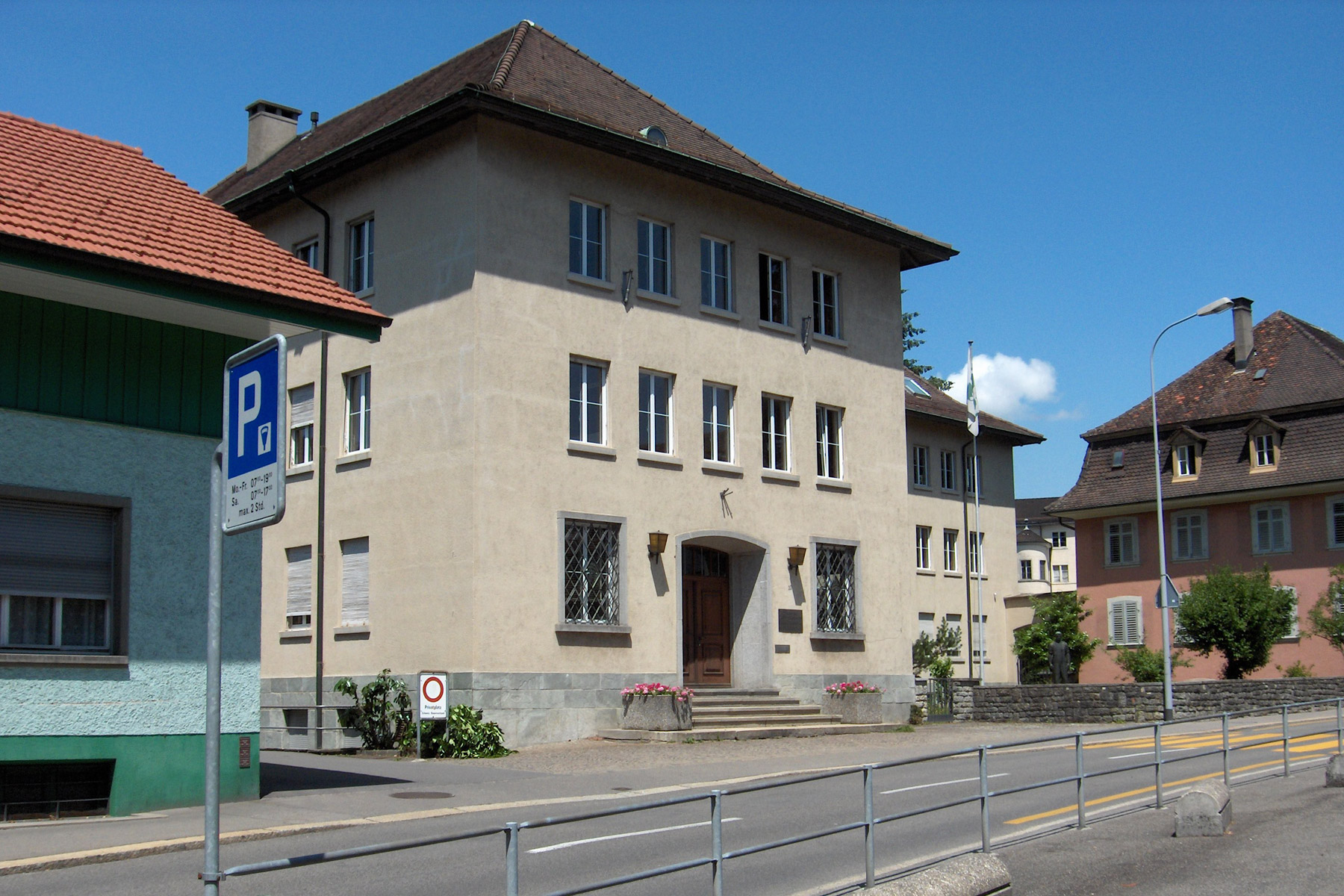
Svájci Gazdaház, a Svájci Gazdaszövetség székhelye
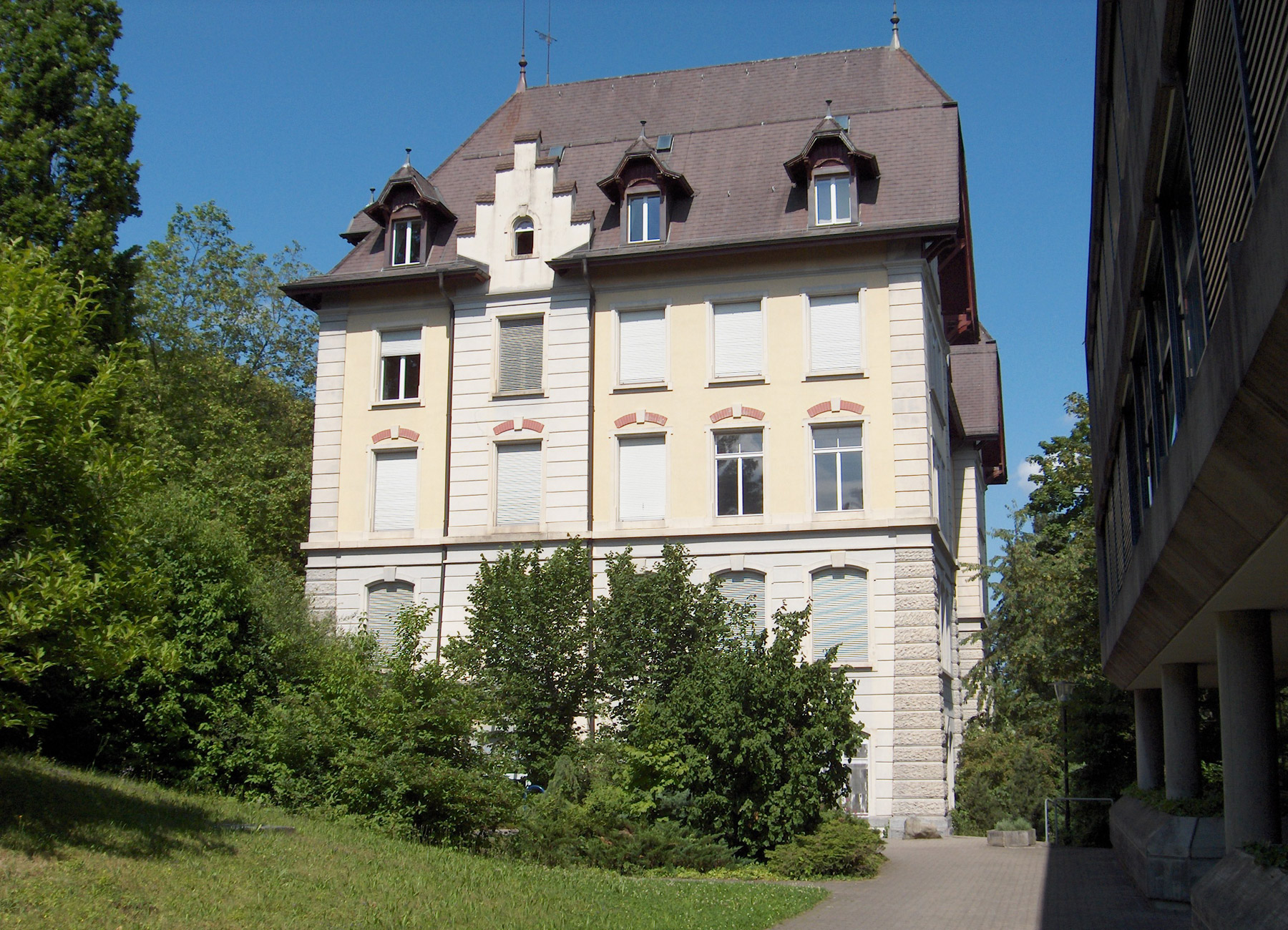
A Pedagógiai főiskola
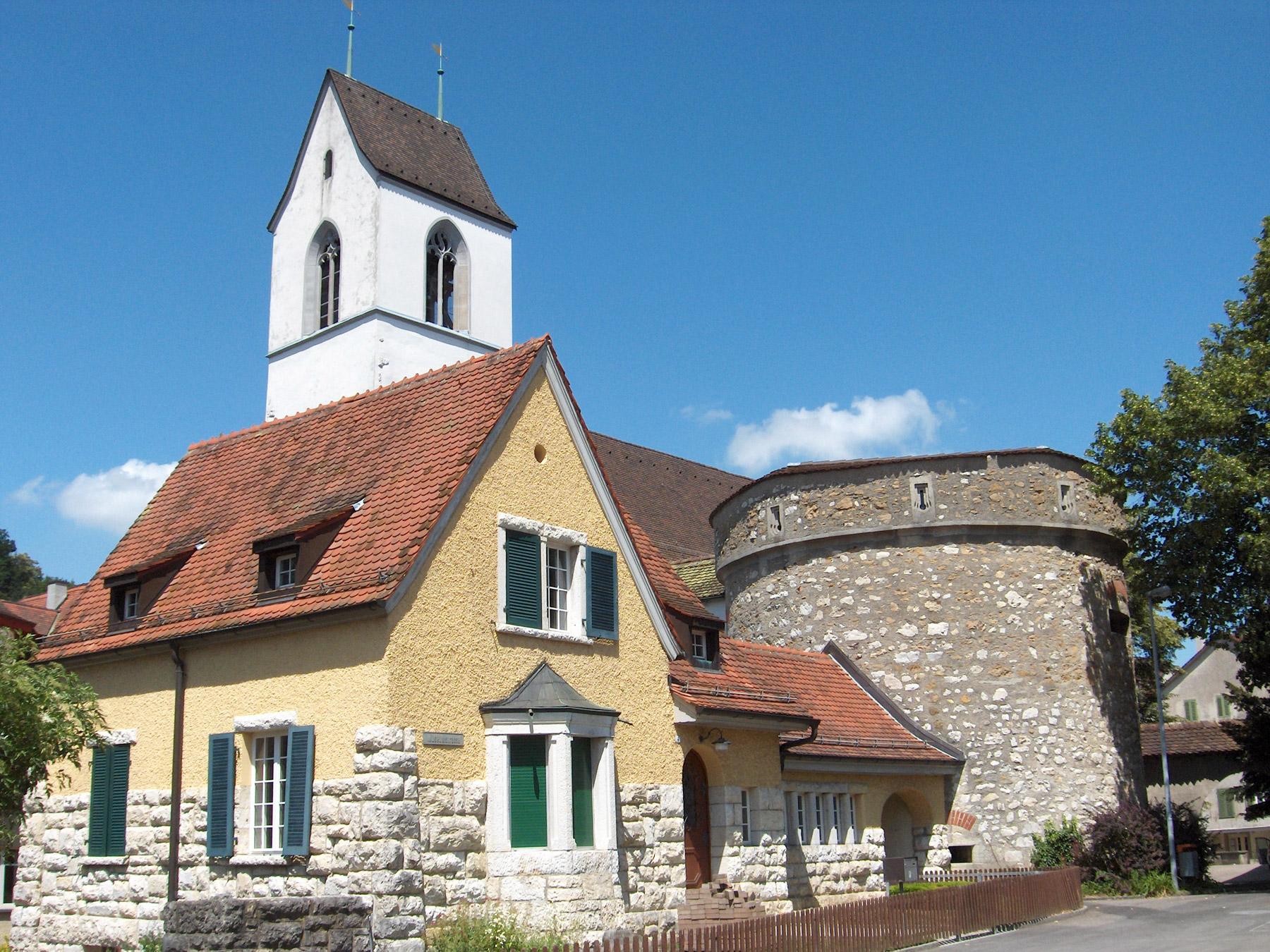
A református templom tornya és az Archívum
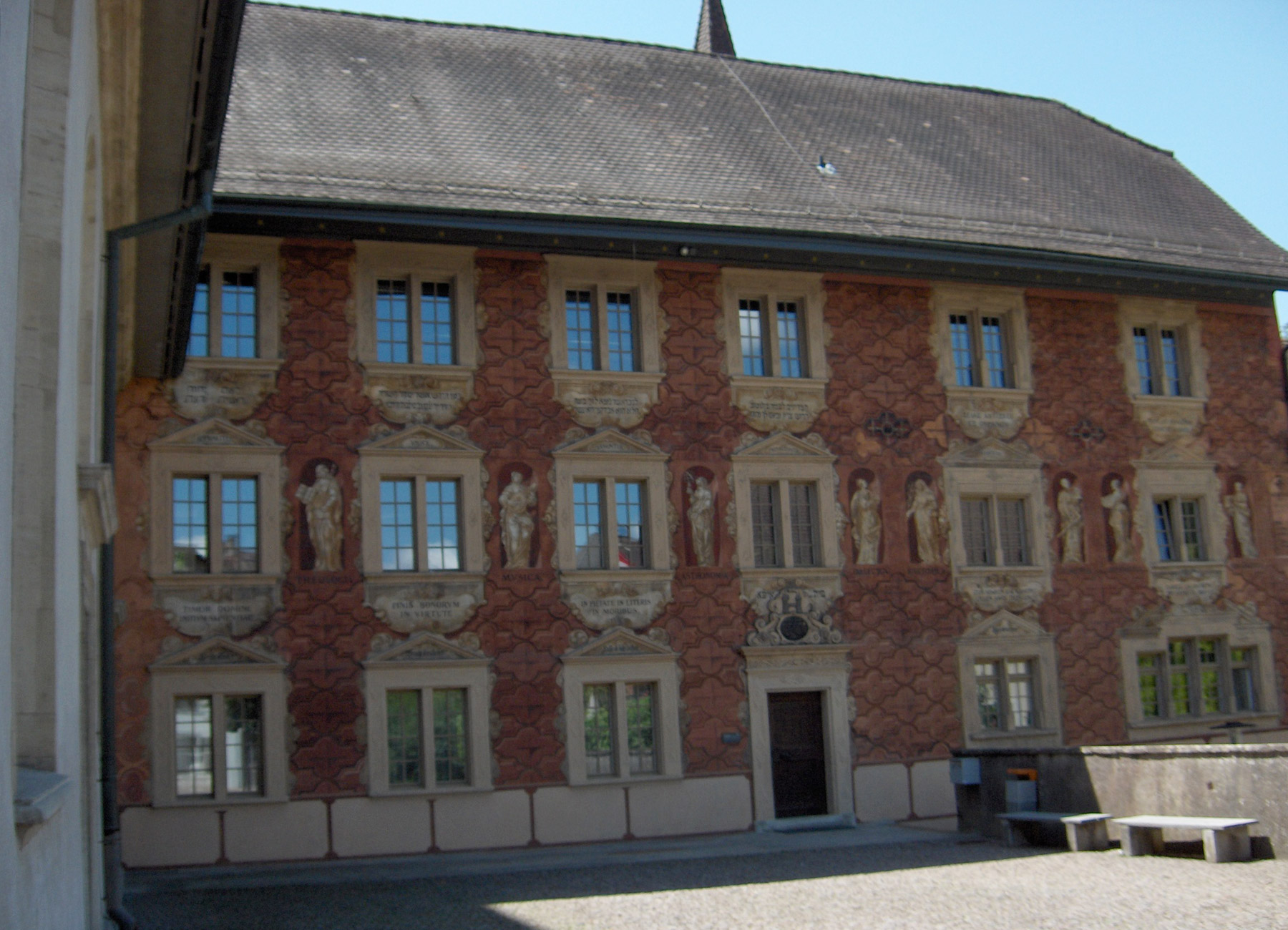
A Latin iskola
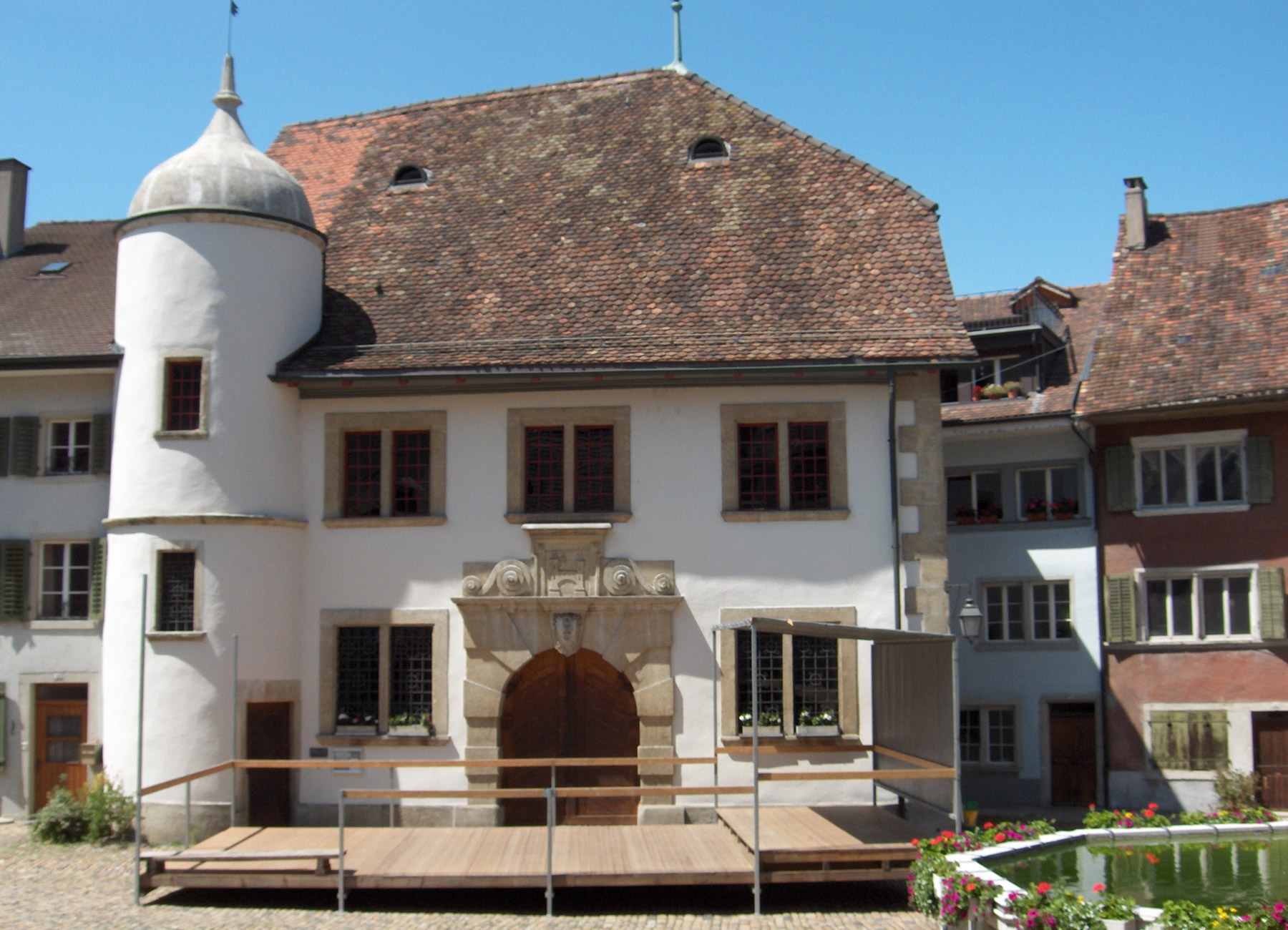
Az Arzenál
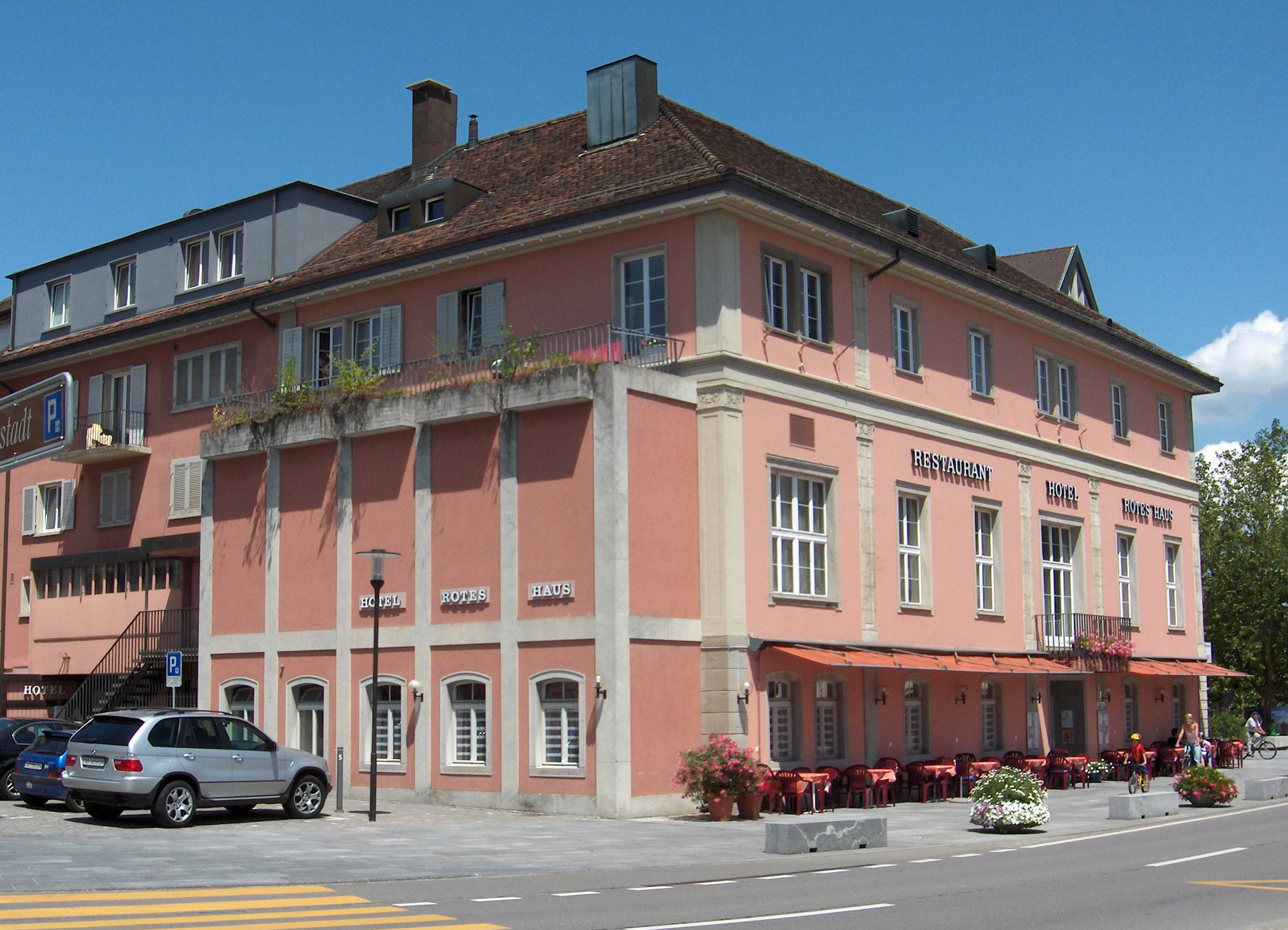
A Vörös ház
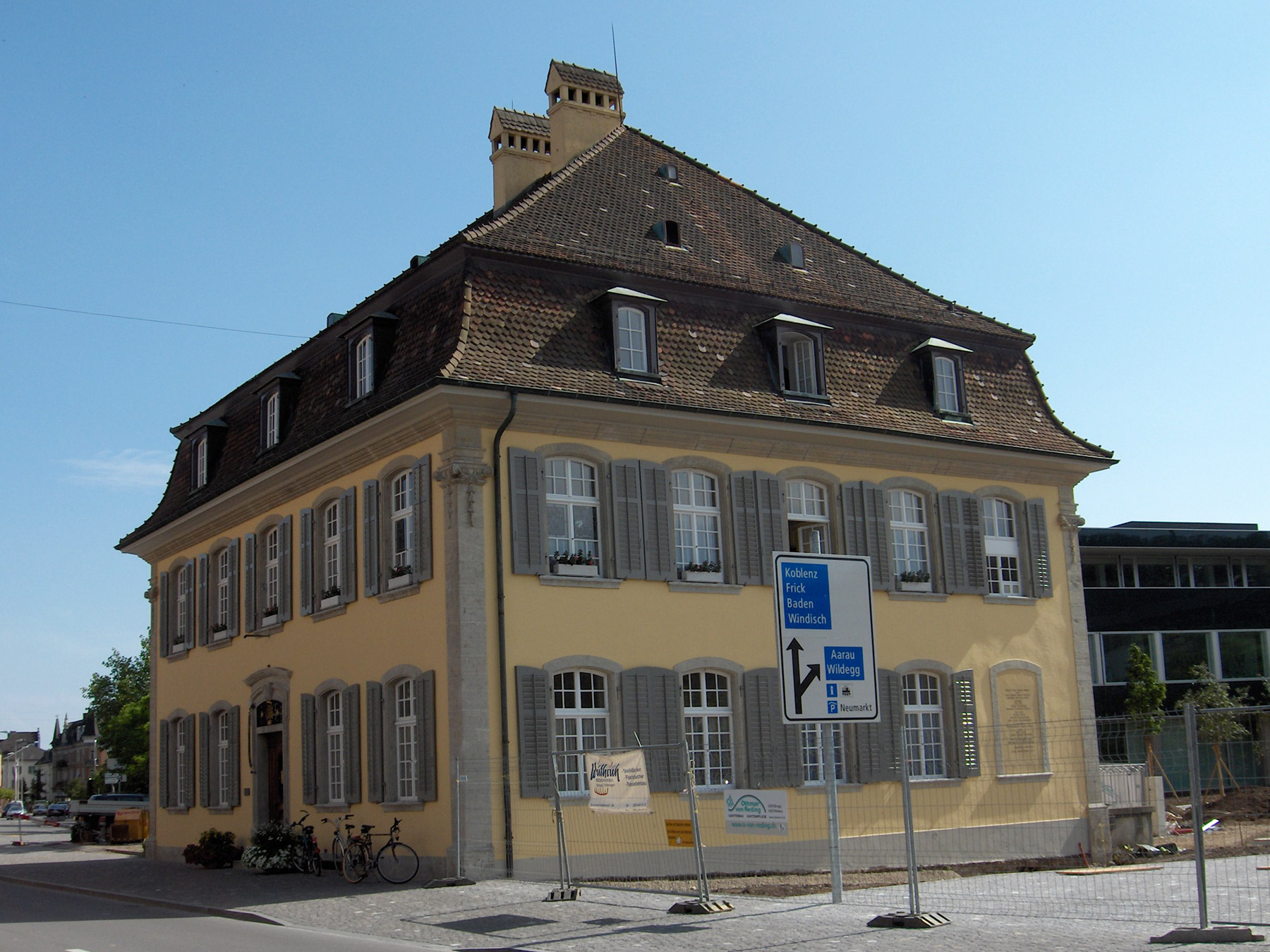
Városháza, Frölich-palota
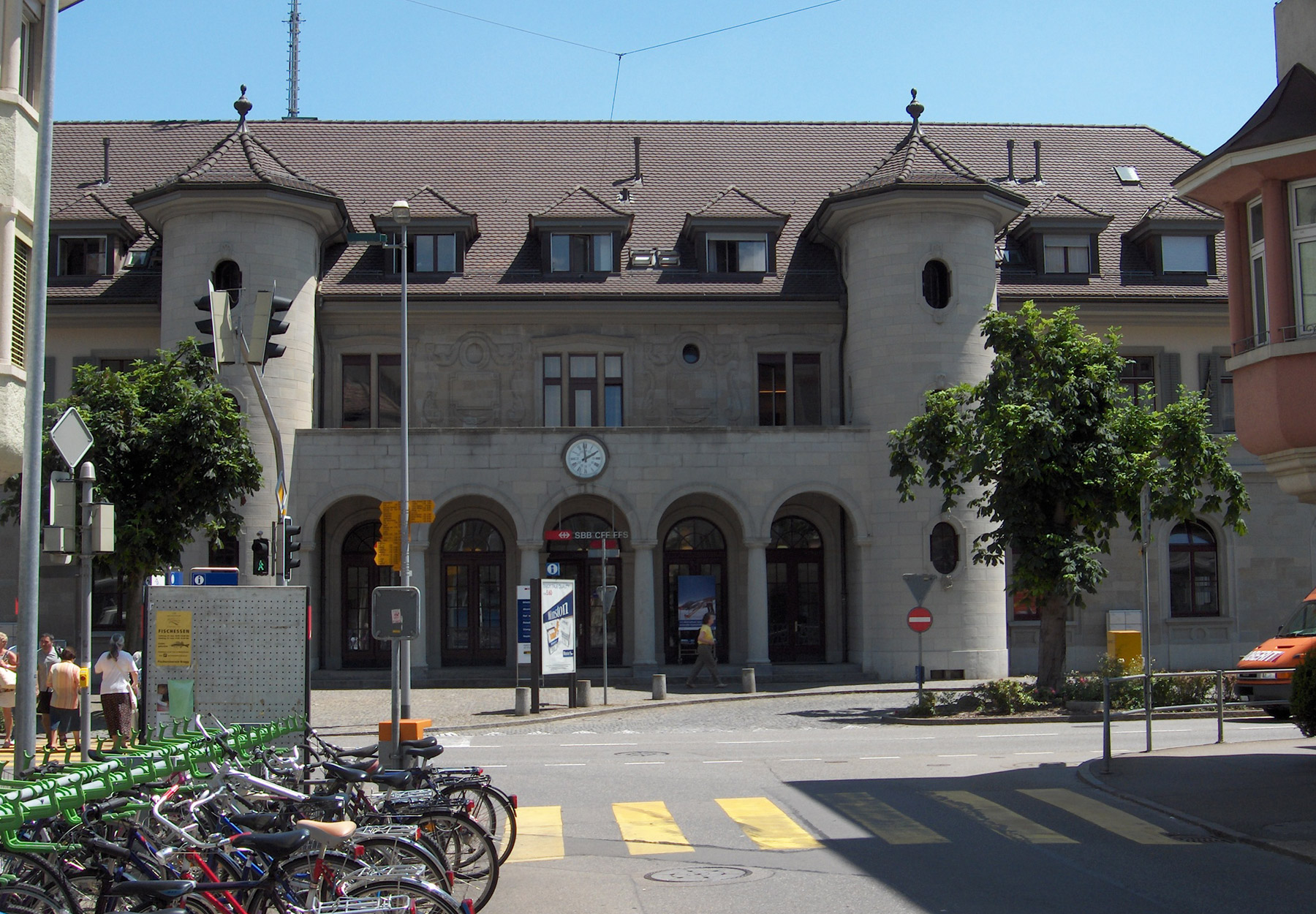
A pályaudvar
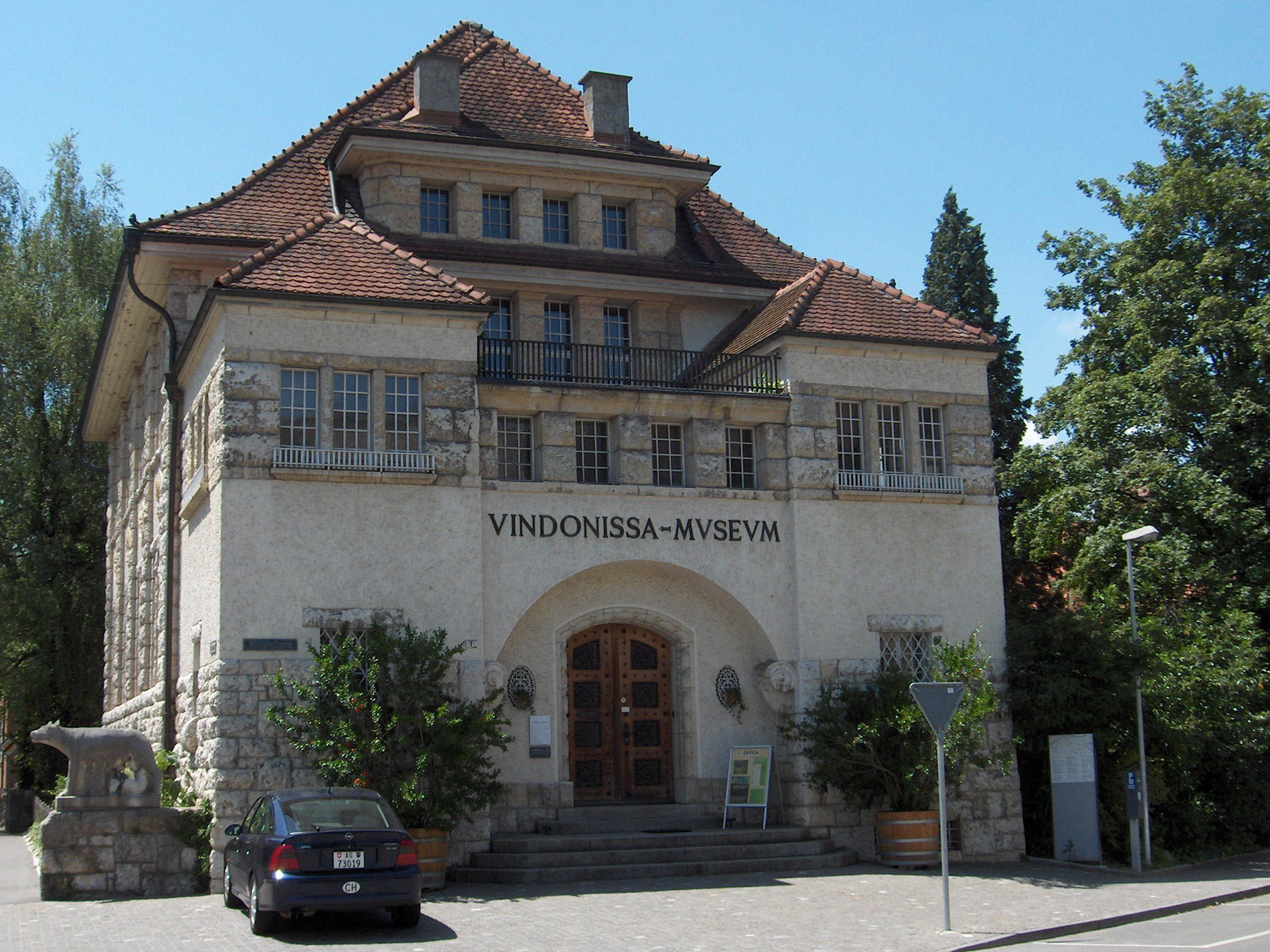
A Vindonissa Múzeum (az egykori itteni római légió táborának bemutatása)
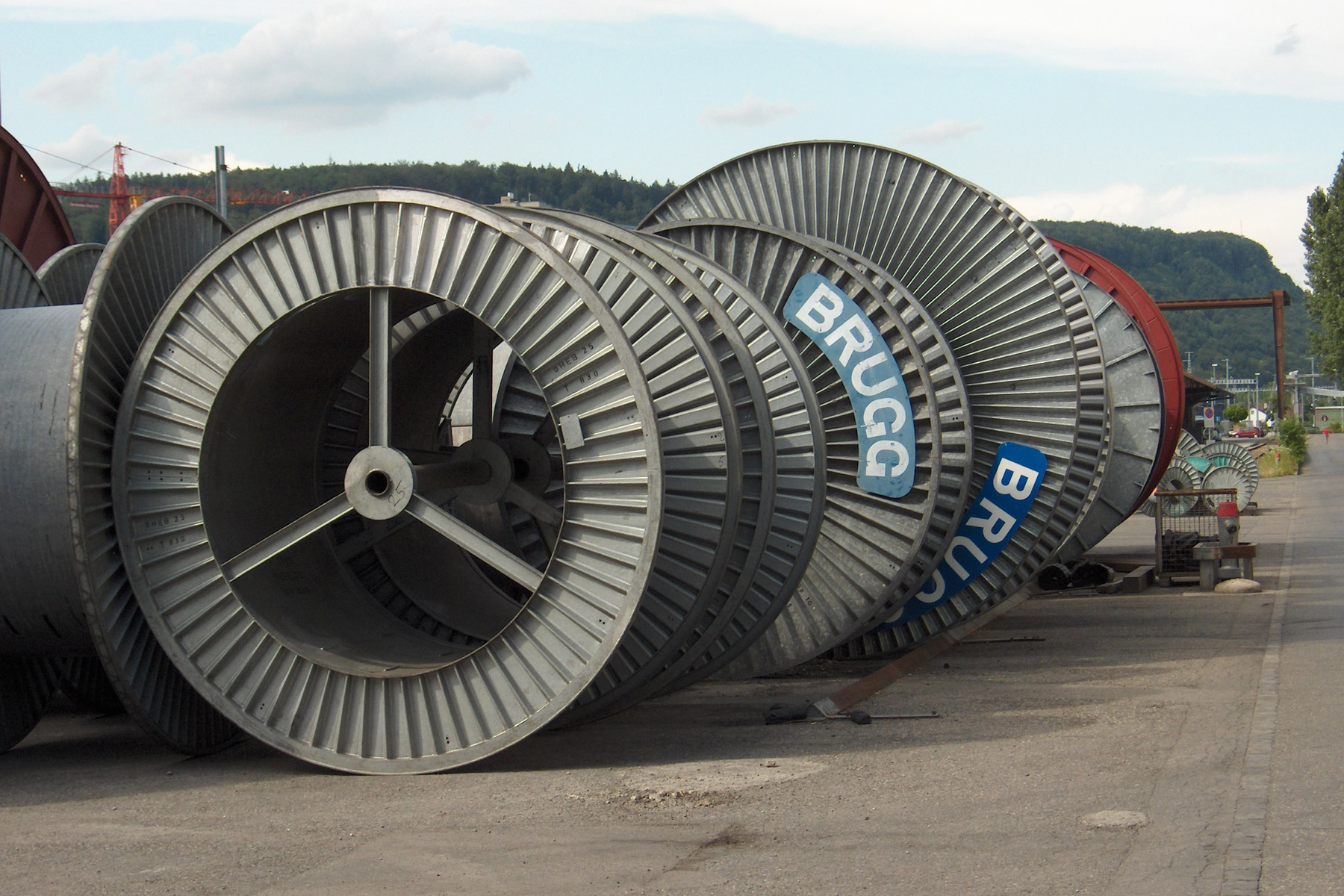
Kábeltekercsek, Kabelwerke Brugg AG
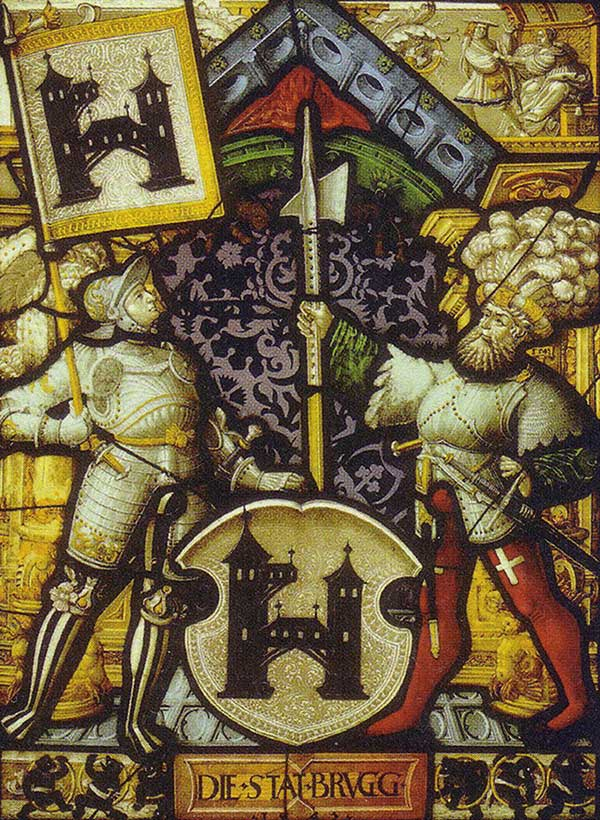
Brugg címere 1542-es üvegtáblán
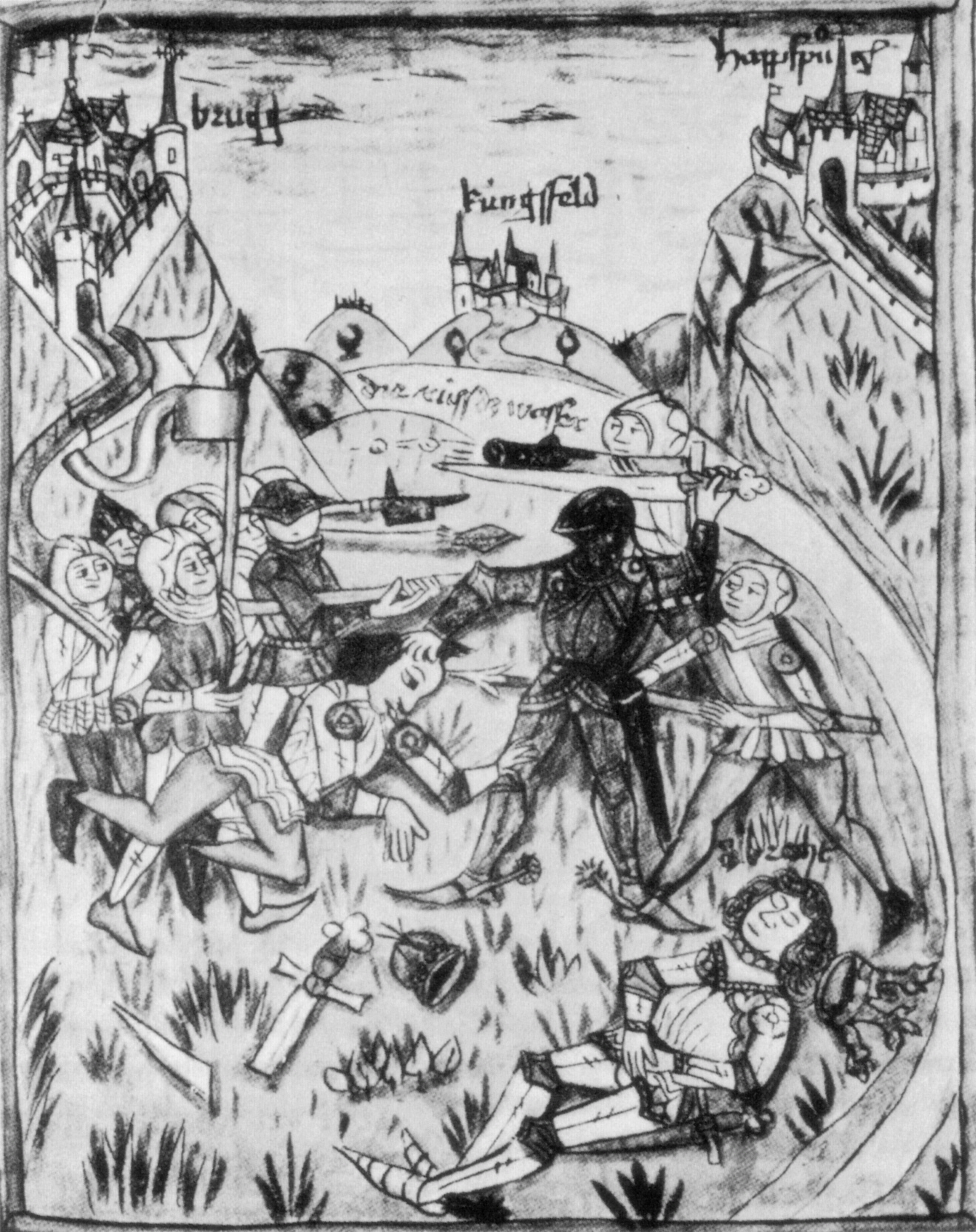
I. Albert meggyilkolása, illusztráció, 15. század
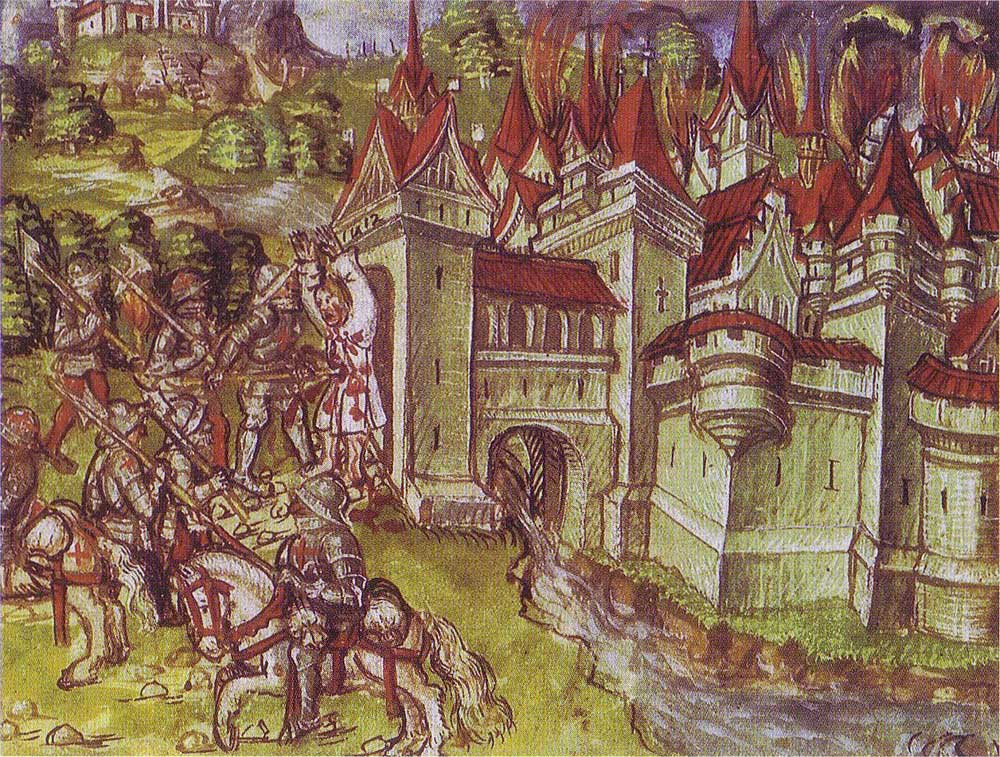
Az ifjabb Diebold Schilling (1513)
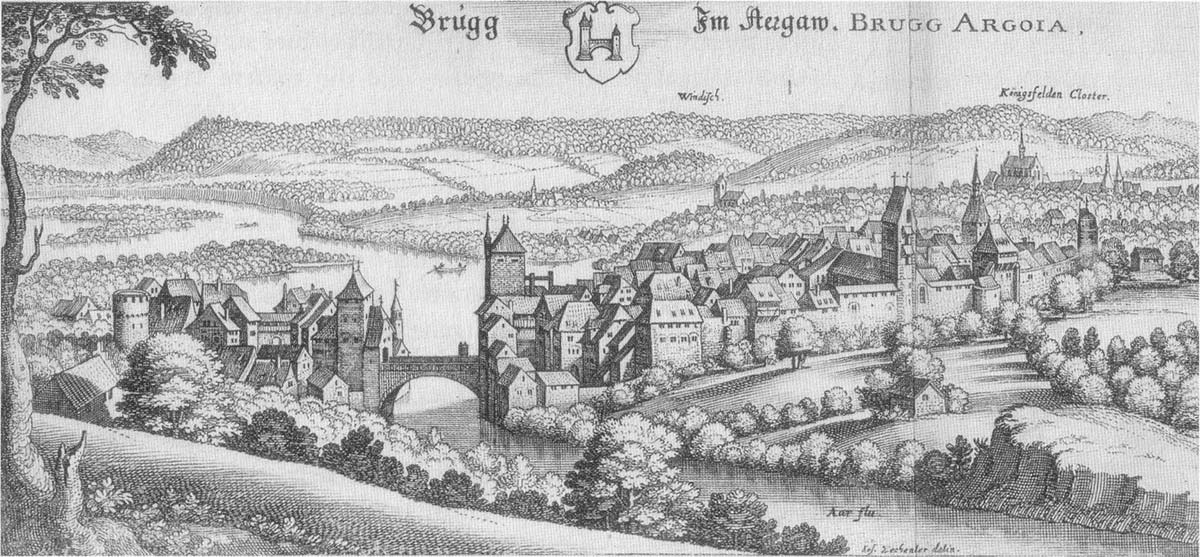
A város 1642-ben
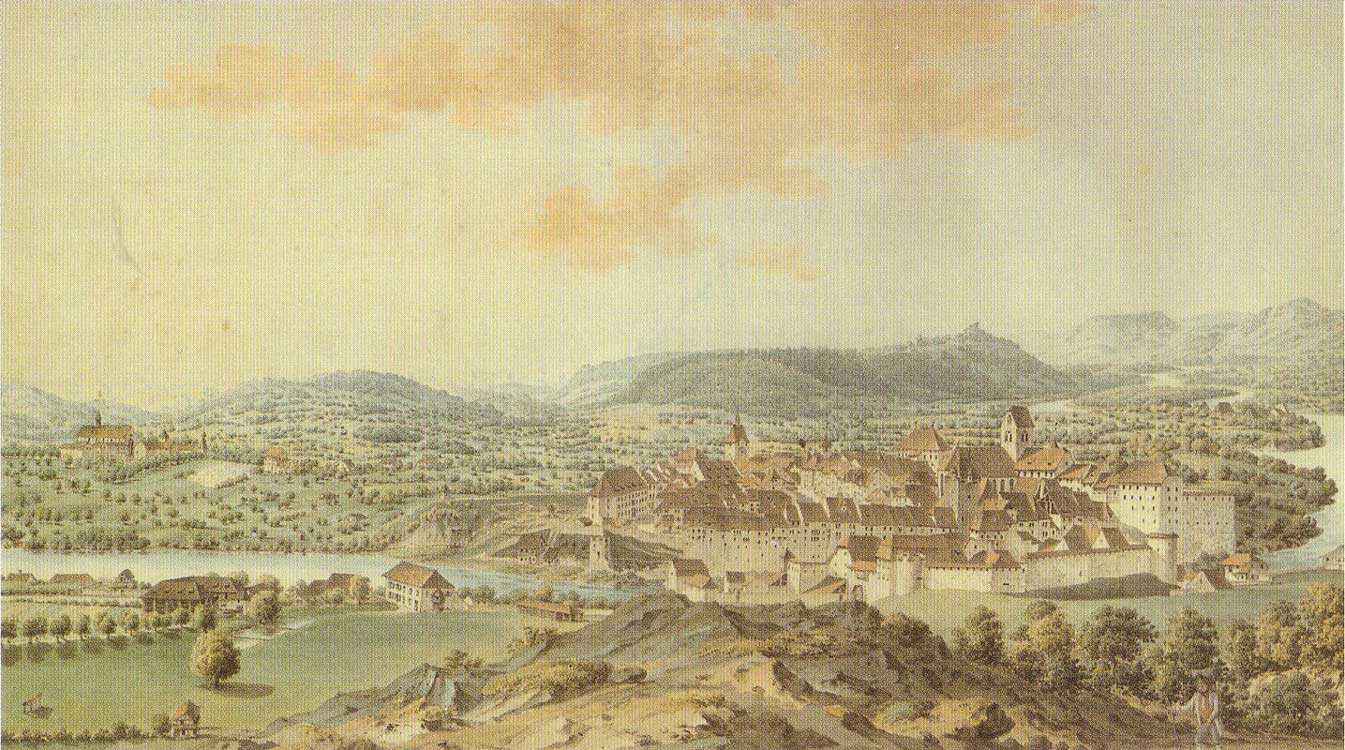
Brugg 1810-ben
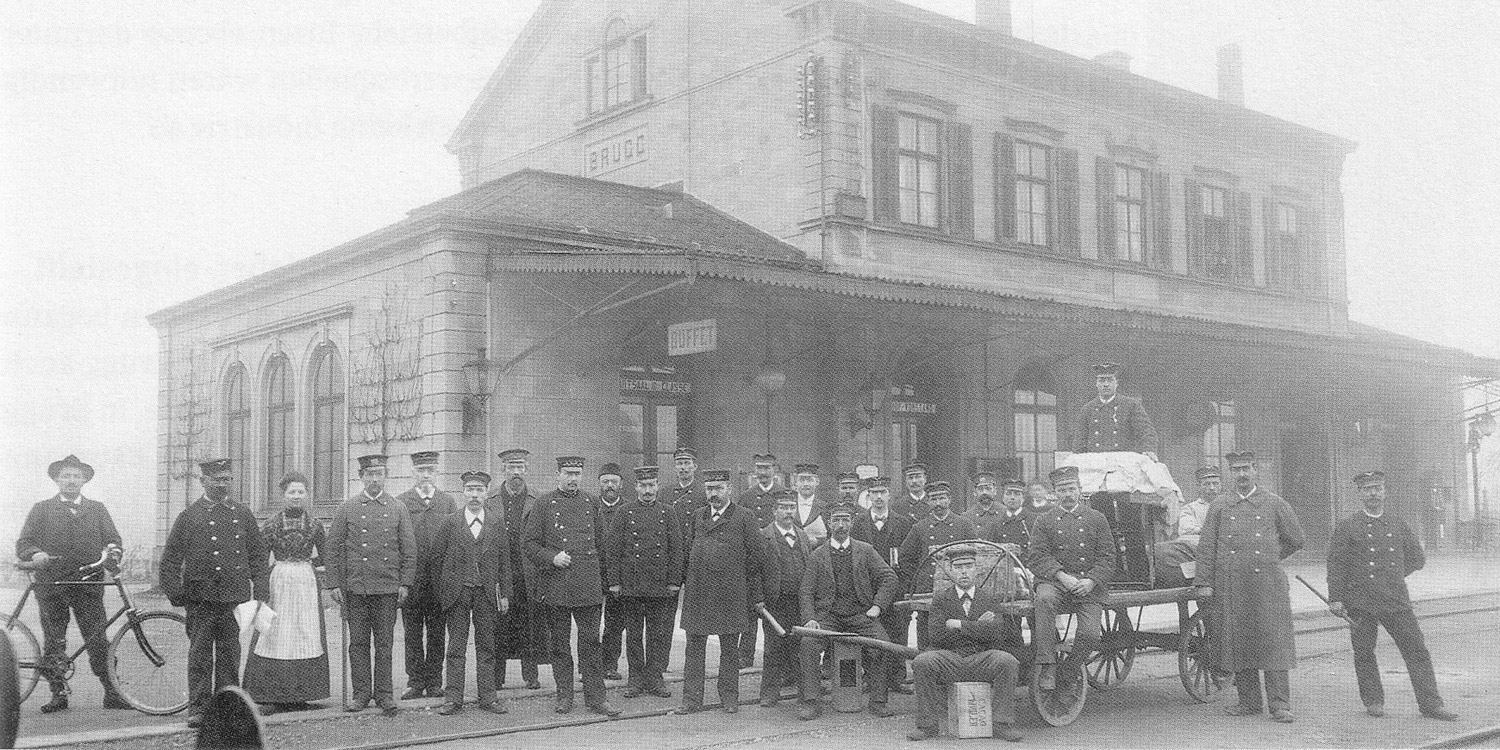
A pályaudvar 1868-ban
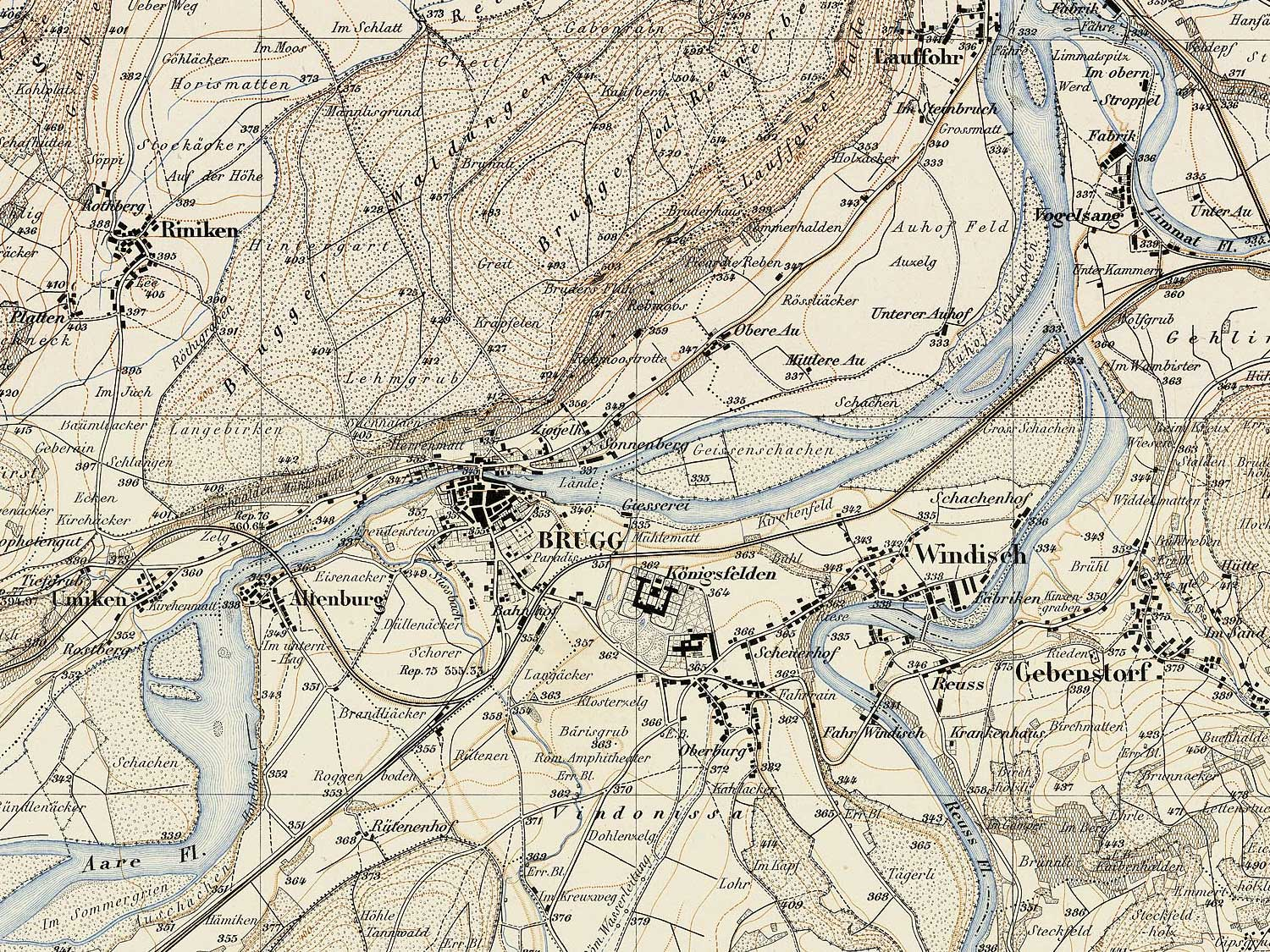
Brugg és környéke a Siegfried-atlaszban (1880)
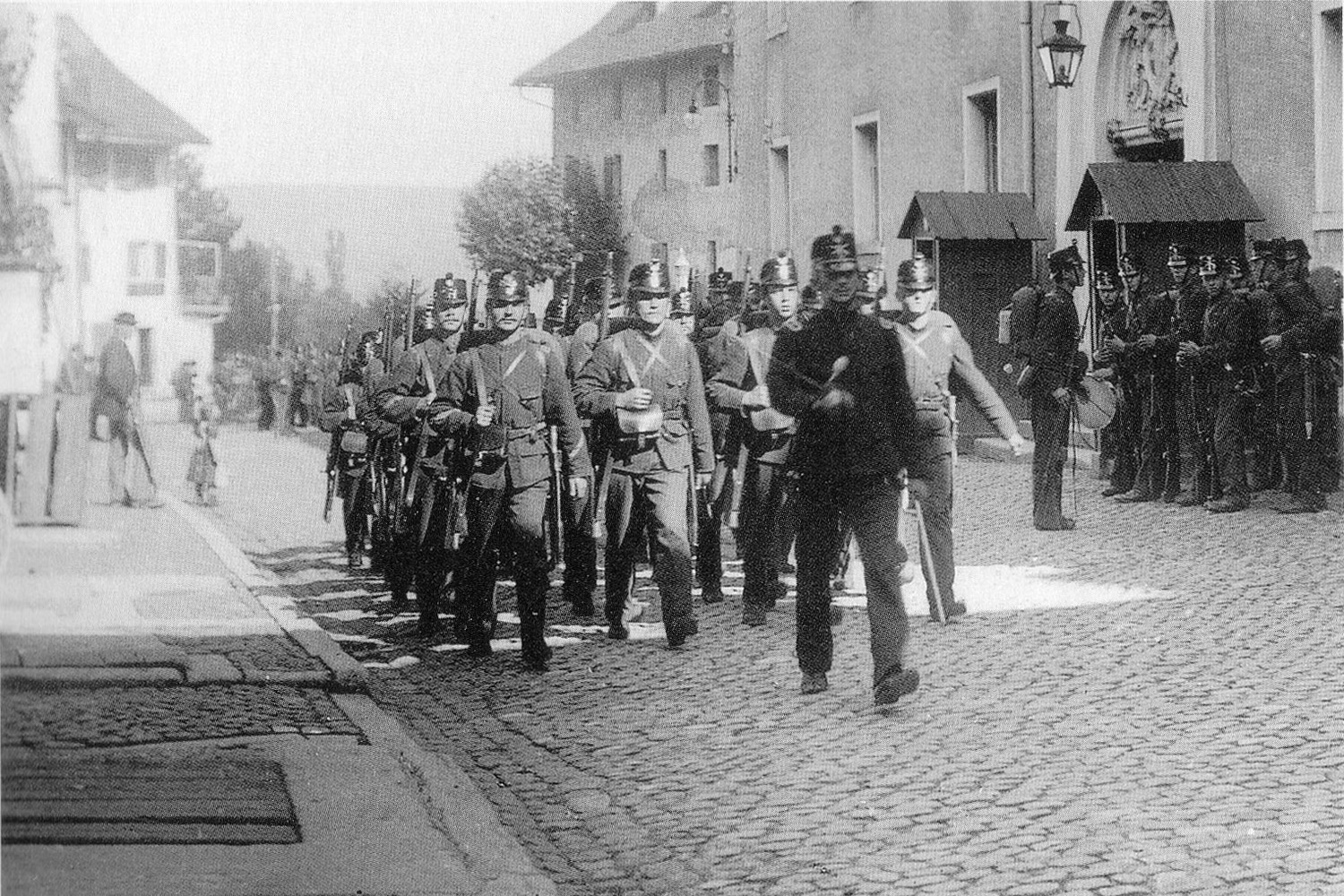
Gyakorlatozó katonák, 1895 körül

## Híres szülötte
- Gianni Bugno (1964–) olasz kerékpáros
- Mario Eggimann (1981–) svájci labdarúgó
- Izet Hajrović (1991–) bosnyák labdarúgó

## Bruggban élt
- I. Albert német király (1255–1308)
- Johann Heinrich Pestalozzi (1746–1827), pedagógus

## Fordítás
Ez a szócikk részben vagy egészben  a   Brugg című német Wikipédia-szócikk fordításán alapul.  Az eredeti cikk szerkesztőit annak laptörténete sorolja fel. Ez a jelzés csupán a megfogalmazás eredetét és a szerzői jogokat jelzi, nem szolgál a cikkben szereplő információk forrásmegjelöléseként.